# Konrad Krauss

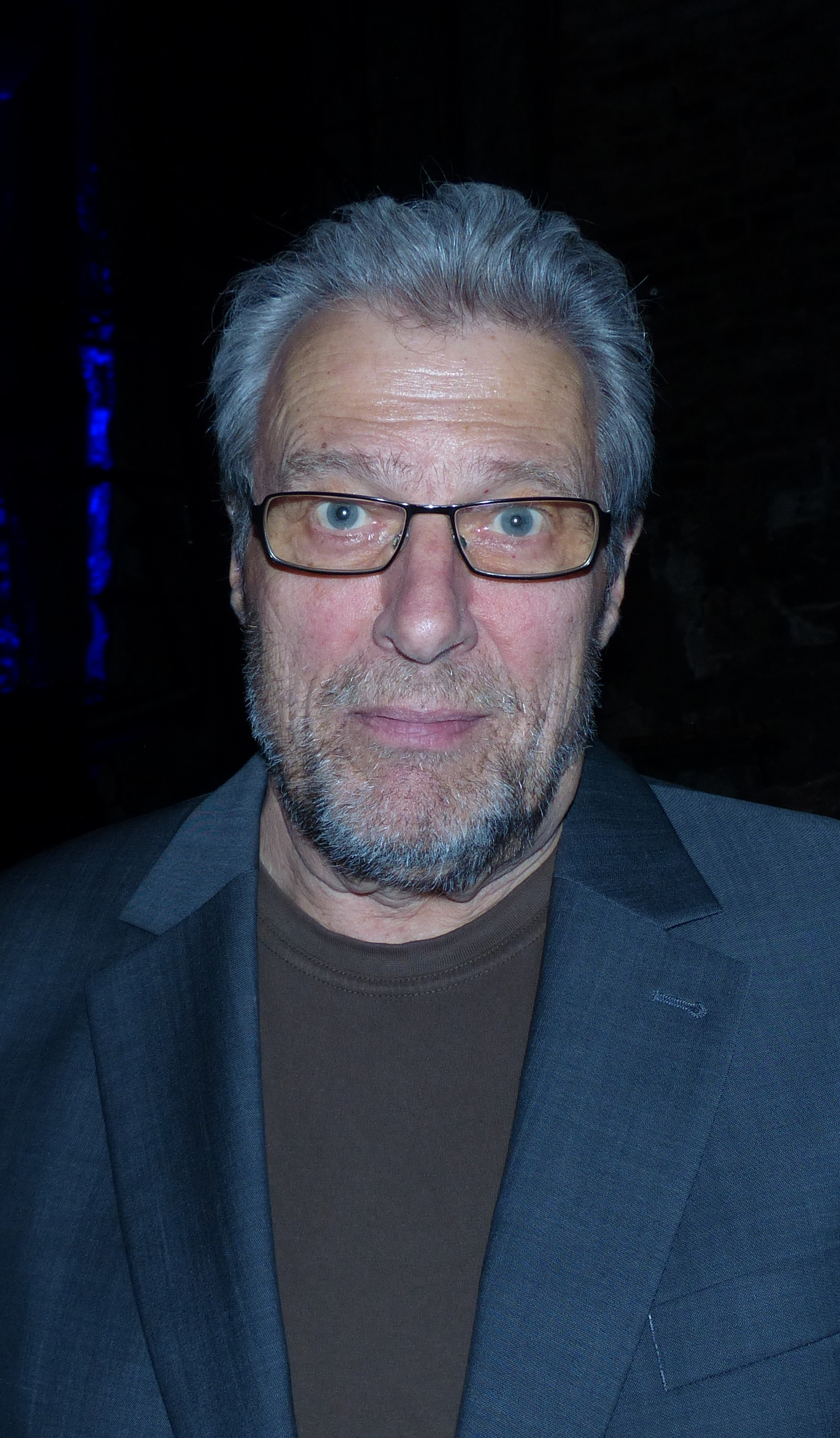
Konrad Krauss (2013)

Konrad Krauss (* 30. Mai 1938 in Wilhelmshaven) ist ein deutscher Schauspieler.

## Leben
Konrad Krauss studierte Schauspiel und Musik an der Staatlichen Hochschule für Musik in Hamburg. Im Jahr 1960 spielte er in der bekannten Faust-Verfilmung mit Gustaf Gründgens den Engel Raphael. Er stand jahrelang auf verschiedenen Theaterbühnen und hatte Auftritte in Fernsehproduktionen wie Tatort, Peter Strohm, Großstadtrevier oder Schwarz Rot Gold. Daneben war er 1982 als Sprecher in zwei Folgen der Hörspielserie TKKG zu hören (Ufos in Bad Finkenstein und X7 antwortet nicht).
Seit der ersten Folge, vom 2. Januar 1995 an, war Konrad Krauss in der ARD-Seifenoper Verbotene Liebe festes Ensemblemitglied in der Rolle als Bauunternehmer Arno Brandner. Im Jahr 2012 schied Krauss nach 4142 Folgen aus der Serie Verbotene Liebe aus.
Gelegentlich war Krauss auch als Hörspiel- und Synchronsprecher tätig.
Nach dem Tod des Schauspielers Herbert Bötticher (My Fair Lady in Frankfurt) sollte Konrad Krauss den Part des Honoré Lachailles in der Düsseldorfer Inszenierung des Musicals Gigi übernehmen. Er musste aber selbst wiederum krankheitsbedingt absagen. Die Rolle für ihn übernahm der Schauspieler Volker Conradt (* 1943). Die Premiere fand im Oktober 2008 im Düsseldorfer Theater an der Kö statt.
Konrad Krauss war in erster Ehe mit der Schauspielerin Elke Reissert (1938–2022) verheiratet und hat aus dieser Ehe einen Sohn. Mit seiner zweiten Ehefrau, der Schauspielerin Sibylle Bertsch (* 1958), lebt Krauss seit 1995 in Köln.

## Filmografie
- 1960: Faust
- 1973–1975: Mordkommission (Fernsehserie, 12 Folgen)
- 1983: Tatort: Der Schläfer (Fernsehreihe)
- 1984: Erzengel flippern nicht
- 1987–1988: Großstadtrevier (Fernsehserie, 2 Folgen)
- 1992: Peter Strohm (Fernsehserie, 1 Folge)
- 1994: Schwarz Rot Gold (Fernsehserie, 1 Folge)
- 1994: Unter uns (Fernsehserie, 1 Folge)
- 1995–2012: Verbotene Liebe (Fernsehserie)
- 1999: SK-Babies (Fernsehserie, 1 Folge)
- 2014: Die längste Nacht von Königsbrunn (Webserie)